# Amazon Echo

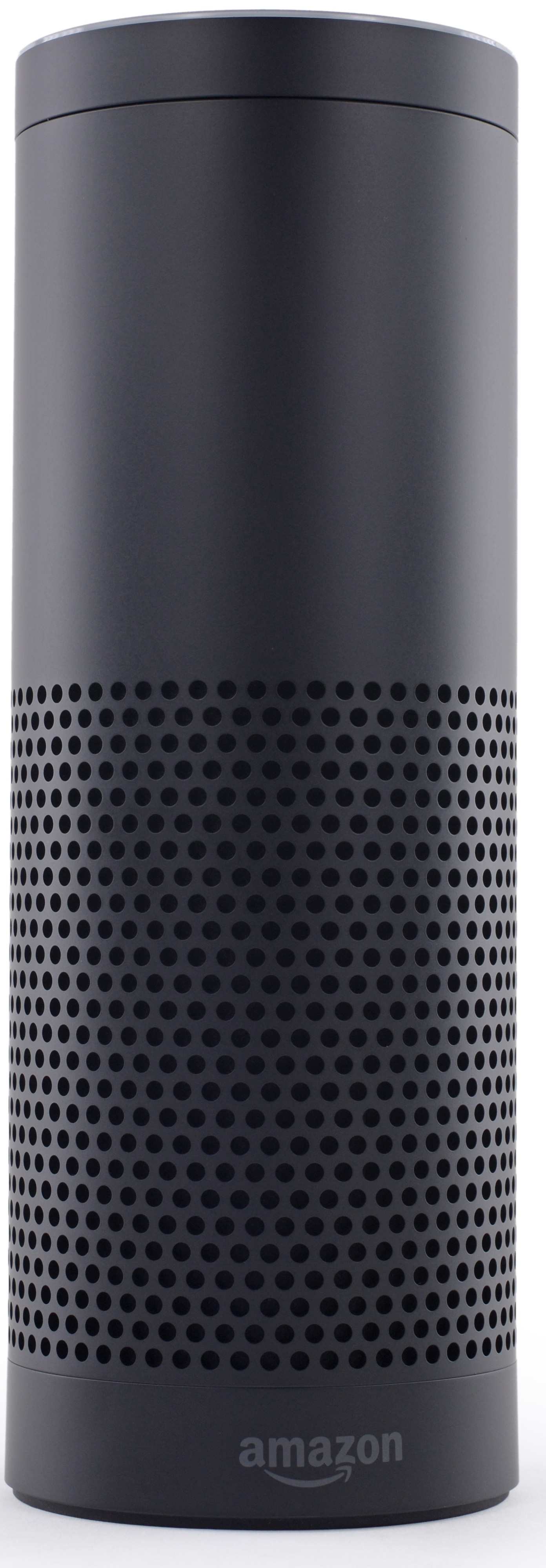
Классический Амазон Эхо выполнен в форме высокого черного цилиндра, в нижней части которого размещены динамики, а сверху — система из 7 микрофонов и клавиши управления

Amazon Echo (с англ. — «Amazon Эхо»), ранее известный как Doppler, проект D; сокращенно Эхо, — смарт-динамик разработки корпорации Amazon.com. Устройство представляет собой 24-см цилиндрический динамик с встроенным микрофоном в виде семимикрофонного массива. Устройство управляется голосом и реагирует на имя «Алекса»; это «слово пробуждения» может быть изменено пользователем на «Amazon» или на «Эхо». Сразу после произнесения этого слова речь пользователя записывается и отправляется в «облако» для анализа и реакции, используя мощности проекта Amazon Alexa — персонального ассистента от Amazon.
Устройство способно к ограниченному речевому взаимодействию с пользователем, воспроизведению музыки, оформлению списков задач, установке будильников, трансляции подкастов, воспроизведению аудиокниг и зачитыванию прогноза погоды, информации о пробках и т. п. Также может управлять несколькими смарт-устройствами, представляя собой центральный узел системы домашней автоматизации.
Amazon разрабатывал Echo и сервис помощника Amazon Alexa в дочерней компании Lab126 (Сан-Франциско и Кембридж), вероятно, с 2010 года. Эхо стало продолжением попыток Amazon по производству собственных устройств вслед за электронной книгой Kindle. Продвижение Echo производилось на первом рекламном ролике Amazon для Супербоула (2016 год).
Изначально Эхо было доступно лишь приглашенным членам программы Amazon Prime. С 23 июня 2015 года доступна всем желающим на территории США по цене порядка 180 долларов. Доступно в Великобритании и Германии с сентября 2016. Голосовой помощник Amazon Alexa может быть добавлен в сторонние устройства и поддерживает интеграцию с сервисами других компаний.

## Особенности

### Принципы взаимодействия
В основном режиме устройство самостоятельно прислушивается ко всей речи, ожидая произнесения слова пробуждения. Также в комплекте поставляется пульт управления устройством, позволяющий активировать микрофон. При помощи кнопки на устройстве пользователь может временно отключать микрофон.
Для последующей работы Эхо требуется доступ к сети Интернет при помощи беспроводной связи Wi-Fi, так как распознавание речи пользователя (кроме слова пробуждения) использует мощности облачного сервиса Amazon Web Services и программные решения, изначально разработанные компаниями Yap, Evi и IVONA (разработавшей голосовые решения для Kindle Fire).

### Доступные услуги
Эхо предлагает прогнозы погоды от AccuWeather и новостные подборки из множества источников, в том числе местных радиостанций, национальной NPR и ESPN из TuneIn. Доступно воспроизведение музыки из аккаунта пользователя в Amazon Music и стриминговых сервисов Pandora и Spotify. Поддерживаются устройства IFTTT и термостаты Nest. Также Эхо умеет проигрывать музыку из Apple Music и Google Play Music с телефона или планшета. При помощи голосовых команд можно задавать будильники, создавать списки покупок и расписания, возможен доступ к статьям свободной интернет-энциклопедии "Википедия". Echo может рассказать о содержимом календаря Google. Также интегрируется с Yonomi, Philips Hue, Belkin Wemo, SmartThings, Insteon, Wink.
Сторонние компании могут добавлять голосовую интеграцию с Echo при помощи Alexa Skills Kit. Среди возможных примеров: воспроизведение музыки, возможность ответа на вопросы, работа с будильниками и напоминаниями, заказ товаров или услуг, например, таких как такси, и т.п. Разработчики могут использовать программный интерфейс "Smart Home Skill API" для интеграции Amazon Alexa с системами освещения и кондиционирования. Весь код подобных сервисов исполняется не на пользовательском устройстве, а под контролем Amazon в облачном сервисе.

### Синтез голоса
Голос, синтезируемый Эхо, похож на естественный благодаря различным технологиям, в том числе сложным алгоритмам обработки естественного языка, встроенным в TTS.

## Оборудование

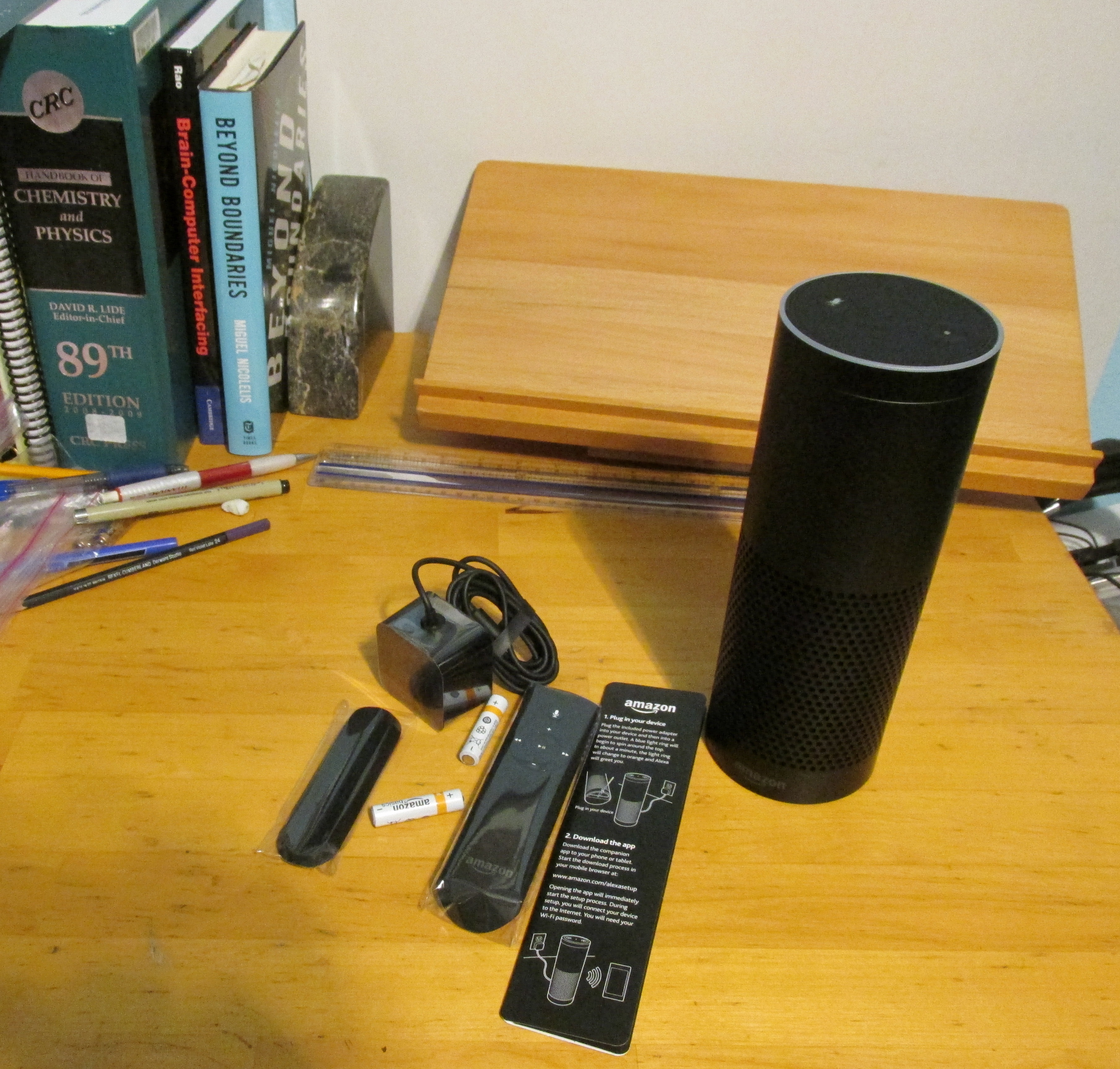
Распаковка Amazon Echo, январь 2015

В основной версии Амазон Эхо использует медиапроцессор Texas Instruments DM3725 с ядром ARM Cortex-A8, ОЗУ 256 МБ LPDDR1 и 4 ГБ флеш-памяти.
Существуют более компактные варианты Amazon Эхо: Amazon Tap и Echo Dot.

### Беспроводная связь
Используется двухдиапазонный Wi-Fi стандартов 802.11a/b/g/n и Bluetooth 4.0.

### Средства ввода
Эхо управляется голосом, микрофоны для его приема встроены в устройство. В комплекте поставляется пульт управления, так же снабженный микрофоном, сходный по своему виду с пультом Fire TV. Одна из физических кнопок на устройстве служит для настройки, другая — временно отключает микрофоны.
Верхняя кольцевая часть устройства размером около сантиметра вращается, изменяя громкость встроенного динамика. Эхо не содержит в себе аккумуляторной батареи и должно быть подключено к электрической сети для функционирования.

### Amazon Echo Dot
В марте 2016 года Amazon представил компактный вариант Amazon Echo Dot (Амазон Эхо Точка), размером с хоккейную шайбу. Такая «Точка» снабжена небольшим динамиком и предназначена для использования с внешними динамиками. В то же время Amazon Echo Dot предоставляет полный набор функций по доступу к Amazon Alexa.
Вторая версия Amazon Dot будет доступна с октября 2016 года по сниженной цене и с улучшенным распознаванием голоса. Доступна в черном и белом цвете. Несколько устройств Эхо и «Точка» могут использоваться вместе, так что лишь одно из устройств будет произносить ответ на вопрос пользователя.

#### Amazon Tap
Amazon Tap сходно с Amazon Echo, однако является компактным устройством на батарейках. В отличие от Эхо и Точки, аппарат Tap может быть активирован только нажатием кнопки и не поддерживает «слово пробуждения». Использует стереодинамики.

## Ограничения
Покупка товаров или услуг и получение музыки в аренду при помощи Эхо возможны, однако требуют ручного вмешательства через альтернативный пользовательский интерфейс для подтверждения покупки. Не на все популярные вопросы пользователей Echo может адекватно ответить. Иногда распознавание голоса путает омонимы.
После покупки устройство считает своим местоположением штаб-квартиру корпорации Amazon.com - город Сиэтл. Смена местоположения осуществляется вручную и доступны лишь позиции на территории продаж устройства (США, Великобритания, Германия). Это заметно отличается от голосовых персональных помощников на смартфонах, которые постоянно отслеживают местоположение пользователя через GPS, идентификаторы вышек сотовой связи и геолокацию по интернет-адресу устройства. Эта особенность может приводить к некорректным ответам о погоде или ошибочной информации о местном временном поясе.
Устройство и сервис Amazon Alexa изначально воспринимают и общаются только на английском языке.

## Слежение за пользователями
Устройство снабжено аппаратной кнопкой отключения микрофона. Согласно заявлениям производителя, запись голоса и его отправка в «облако» происходит только после произнесения «слова пробуждения» — «Алекса» (либо «Amazon», или «Эхо») и продолжается вплоть до получения ответа на запрос пользователя из «облака».
Существуют сомнения в том, что «Эхо» действительно не имеет доступа к частным беседам, ведущимся в доме, и не пытается идентифицировать пользователей или находящихся в помещении. Amazon отвечает на подобные обвинения объяснениями, что устройства Эхо/Alexa записывают и отправляют речь только после получения слова пробуждения или нажатия на кнопку активации, и заявляя, что несмотря на наличие технической возможности, потоковая передача голоса в иное время не ведется. В то же время, по данным Bloomberg, отмечены случаи, когда Alexa принимает за слово пробуждения похожие сочетания слов, например, «avec sa» на французском языке («с ним» или «с ней») или испанское слово Hecho («факт»). А иногда Alexa начинает запись вообще без какой-либо команды — такие записи начинаются со звука работающего телевизора или просто неразборчивого шума.
В апреле 2019 года представители Amazon подтвердили, что обучение Alexa не является только машинным — прослушиванием фрагментов разговоров владельцев «умных» колонок занимаются также и живые люди. Контрактные и постоянные сотрудники Amazon, работающие в Бостоне, Коста-Рике, Индии и Румынии, расшифровывают записи, дополняют их своими комментариями-аннотациями и загружают обратно в программу. В день каждый сотрудник за девятичасовую смену прослушивает около 1000 аудиосообщений. Часть сотрудников расшифровывает команды пользователей и комментирует их взаимодействие с помощником, другие расшифровывают фоновые записи, даже если это разговоры детей на заднем плане. Если сотрудники слышат персональные данные, например детали банковского счета, они помечают файл как содержащий «критические данные». Представители Amazon объясняют это тем, что полученная в результате работы живых людей информация помогает тренировать распознавание речи и понимание натурального языка, чтобы Alexa лучше понимала запросы пользователей.
«Эхо» использует прошлые записи голоса пользователя, ранее отправленные в облако, для улучшения качества обслуживания и отклика на будущие вопросы пользователя. Пользователь может запросить удаление прошлых записей голоса из своего аккаунта, что может ухудшить качество предоставляемой услуги (через страницу Manage My Device на Amazon.com или техподдержку).
«Эхо» использует адрес, установленный в приложении Alexa. Amazon и сторонние провайдеры услуг и веб-сайтов могут использовать информацию о местоположении для предоставления LBS-сервисов, сохранять эту информацию для предоставления голосовых услуг, картографических приложений, функции поиска устройства (Find Your Device) для отслеживания точности сервисов, основанных на местоположении. Например, «Эхо» использует информацию о местоположении при запросе на поиск ближайших ресторанов или магазинов, для предоставления ответов на вопросы, связанных с картами. Вся собираемая информация обрабатывается в соответствии с  "Amazon.com Privacy Notice".
Amazon сохраняет цифровые копии записей речи, произнесенной после слова пробуждения. Подобные записи в соответствии с федеральным законодательством США могут быть затребованы в рамках следственных действий полицией, правительственными агентами и иными сущностями по распоряжению суда. Amazon публикует часть информации о полученных ордерах и решениях, в том числе статистику незаконных запросов информации клиентов.
Модели колонки, выпущенные до 2017 года, позволяют провести атаку на колонку при наличии физического доступа к устройству. Продемонстрировано изменение прошивки устройства на вариант, посылающий полученные колонкой звуки на указанный атакующим компьютер.